# Master-slave
Master-slave (z ang. „mistrz-niewolnik, pan-niewolnik”) – model asymetrycznej komunikacji lub zarządzania, w której jedno urządzenie (proces) jest nadrzędne i zarządza jednym lub kilkoma urządzeniami (procesami), jednocześnie służąc za medium transmisyjne pomiędzy nimi.

## Przykłady
- w replikacji danych – baza master jest traktowana jako źródło danych, a bazy slave synchronizują się z nią,
- urządzenia peryferyjne podłączone do magistrali w systemach komputerowych,
- w równoległym układzie dysków ATA (PATA) – pomimo używania terminów master i slave, żadne z urządzeń nie ma kontroli nad pozostałymi. Wskazują one jednak, które urządzenie ma pierwszeństwo w korzystaniu ze wspólnego interfejsu komunikacyjnego,
- zegar USNO będący zegarem master dla zegarów slave[2],
- komputery Macintosh można uruchomić w trybie dysku twardego (target disk mode(inne języki)). Komputer uruchomiony standardowo (master) ma dostęp do danych na uruchomionym z TDM (slave)[3].

## Nazewnictwo
Terminy master-slave często zastępowane są innymi ze względu na odniesienie do niewolnictwa.
Main (główny) i Secondary (podrzędny) zostały zaproponowane jako kompatybilne z aktualnymi oznaczeniami (M/S). Mimo neutralności oznaczeń, nie są one tożsame z oryginalnym znaczeniem relacji.
Alternatywą są nazwy baz „primary” i „replica” stosowane w dokumentacji IBM, Microsoft, Engine Yard, Amazon Web Services/Amazon Relational Database Service i ACM, a także Python, Django, Drupal, CouchDB oraz MediaWiki (które nadal używa „master”).
Oprogramowanie Saltstack używa terminów master / minion.
W grudniu 2017 roku Internet Systems Consortium zdecydowało o dopuszczeniu terminów primary oraz secondary jako zamienników dla master i slave w ich oprogramowaniu serwerów DNS – BIND.
W 2003 roku władze hrabstwa Los Angeles w Kalifornii, w wystosowanej do producentów i dostawców sprzętu komputerowego wiadomości, zażądały zaprzestania używania terminologii „master-slave”. Działania władz spotkały się z liczną krytyką, w wyniku której wydano oświadczenie, że wcześniejsze pismo nie było „niczym więcej niż prośbą”. Global Language Monitor uznał, że „master/slave” jest najbardziej skandalicznym przykładem poprawności politycznej w 2004 roku oraz nazwał ten termin najbardziej niepoprawnym politycznie zwrotem roku 2004.